# 蒙扎国家赛车场
蒙扎国家赛车场（简称蒙扎赛道，Autodromo Nazionale Monza）是位于意大利米兰北部的蒙扎附近的一座赛车场，于1922年9月3日启用，经过历次整修，现在可容纳113,860名观众观赛。在这个赛车场内举行的最大型赛事是世界一级方程式锦标赛意大利大奖赛，并且在其建成後就成为了一级方程式赛车的举办地。除此之外，蒙扎赛车场还举办世界摩托车锦标赛和世界房车锦标赛等国际赛事及一系列地方性赛事。
赛车场建于紧邻皇家别墅的蒙扎公园林地内，共有三条赛道：全长5.793公里的大奖赛赛道、全长2.405公里的小型赛道以及全长4.250公里的高速椭圆赛道。
蒙扎赛车场曾经发生多起重大事故，特别是在早年举办的大奖赛中，各种事故一共夺去了52名车手和35名观众的生命。赛道因此进行了历次修改以保证观众安全及降低弯道速度，但還是有现役车手认为赛道缺少足够的缓冲区域。

## 历史

### 1922年至1949年

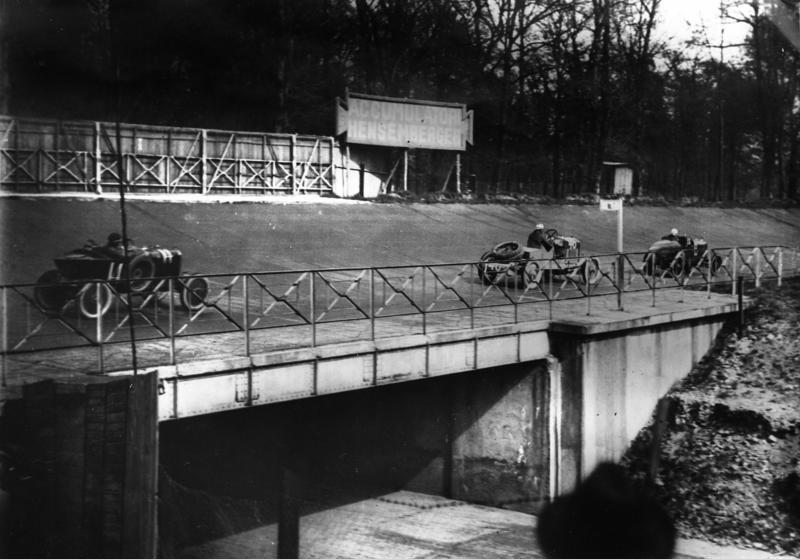
1925年的一场赛事，赛车正在通过一座桥梁

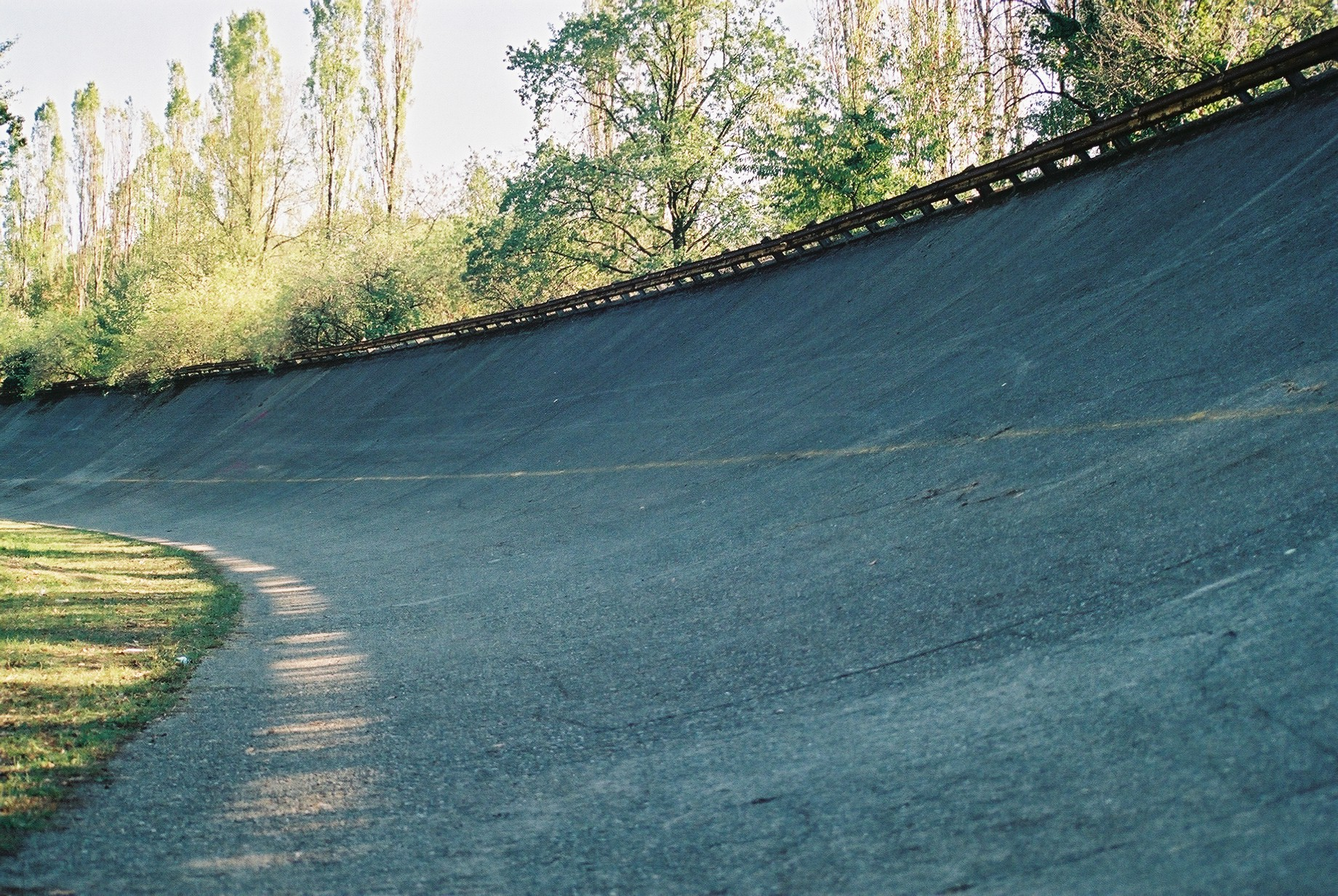
高速坡道,摄于2003年9月

赛车场的首条赛道由米兰汽车俱乐部出资，于1922年3月-7月修建，并由汽车运动促进公司运营。最初的赛道由碎石铺成，占地3.4平方公里，总长10公里，由4.5公里的环形部分和5.5公里的公路部分组成。这条赛道于1922年9月3日启用，举办的首场赛事是当月10日进行的第二届意大利大奖赛。
1928年，意大利迄今为止最为严重的赛车事故在该赛道举办的大奖赛上发生。车手埃米利奥·马特拉西（Emilio Materassi）及27名观众在这场事故中丧生。为保安全，1929年-1932年的大奖赛都只使用了该赛道的高速环形部分。然而，在1933年的大奖赛上，又有三名车手丧生，赛道的布局终于作出调整——增加了两个减速弯并取消了长直道。
1938年-1939年，赛道进行了改建。改建工程新建了看台和入口，重铺了路面，移除了部分赛道，并增加了两个新弯道，从而使赛道总长度变为6.3公里。改造后的赛道设计一直使用到1954年。在这段时间里，第二次世界大战的爆发迫使所有赛事中止，部分赛场也因为缺乏维护而受损。直到1948年初，赛道在进行了两个月的翻新后才得以重新投入使用，当年的大奖赛于10月17日在此举行。

### 1950年至1969年
1950年，首届世界一级方程式锦标赛开办，在蒙扎赛道举办的意大利大奖赛成为固定分站赛之一。1954年，赛车场进行全面改造，改建了一条5.75公里的赛道，新建了一条4.25公里的高速椭圆赛道。这两条赛道也可组合使用，形式类似于最初的那条赛道。赛车场的基础设施也进行了维护升级，以使车队和观众获得更佳的赛事体验。
1957年和1958年两年的6月末，意大利汽车俱乐部在这条高速椭圆赛道上先后举办了两届名为Race of Two Worlds的表演赛，由美国汽车俱乐部的印地赛车和欧洲的一级方程式赛车分别组成两支队伍对决，一共进行三场比试，每场都要完成63圈总长267.67公里的赛程 。这项赛事逐渐以蒙扎纳波利斯 （Monzanapolis）的昵称为人所知。然而，欧洲的车手认为在这种斜面赛道上保持全速太过危险，所以最终只有玛莎拉蒂和Ecurie Ecosse两支车队代表欧洲出席首战。美国的车队使用了为高速而粗糙的蒙扎赛道专门强化过的凡士通轮胎。而玛莎拉蒂车队使用的大号轮胎严重影响了其赛车的转向性能，使得这支来自摩德纳的车队退赛。Ecurie Ecosse车队的三辆捷豹D型（Jaguar D-type）赛车则使用了他们为勒芒24小时耐力赛设计的轮胎，这款轮胎在蒙扎赛道上虽未对赛车造成不利影响，但却跟不上比赛的节奏。1957年，库兹马车队的吉米·布莱恩在前两场比赛中获胜，而沃森车队的特洛伊·鲁特曼夺得第三场比赛的冠军。1958年，捷豹、法拉利和玛莎拉蒂三只车队参加了比赛，但来自美国的车队依然占据优势，沃森车队的吉姆·拉斯曼赢下了全部三场比赛。
一级方程式锦标赛在1955年至1961年使用了组合型的10公里赛道进行意大利大奖赛。这一时期，斯特林·莫斯和菲尔·希尔分别赢下两场冠军，其中，希尔在蒙扎的冠军更使他成为第一个在F1中夺冠的美国人。在1961年的大奖赛中，法拉利车队的沃尔夫冈·冯·特里普斯与莲花车队的吉姆·克拉克在帕拉波里卡弯发生碰撞，特里普斯的赛车腾空撞向护墙，导致他自己和15名观众在这次事故中丧生。尽管这一事故并没有发生在椭圆赛道，但F1还是弃用了这个高速而危险的部分，自此以后的意大利大奖赛只使用较短的公路赛道，而椭圆赛道在F1赛事中最后一次出现是在1966年一部名为《大奖赛》的电影里。这次事故后，赛场修建了新的护墙和护栏，并把加油区移到了赛道的远处。1966年，两个斜坡的中间增建了急弯。1968年发生在1000公里蒙扎（1000km of Monza）赛事中的致死事故使得赛场在这个弯角新建了缓冲区，并在弯前新增了一个永久性的急弯，而赛道长度也因此增加了100米。1969年，这条赛道举办了最后一次比赛——1000公里蒙扎,这项赛事之后在另一条公路赛道上举行。随后的几十年中，尽管这个椭圆型赛道逐渐荒废破败，但它并未被拆除。1990年代，一年一度在这里举办的蒙扎拉力赛使得它重新焕发了光彩。

### 1970年以后
随着赛车车速的提高，1972年，赛道在Curva Grande和Ascari处分别增加了一个急弯以降低车速。这一变更使得赛道长度变为5.755公里。而MotoGP继续使用改造前的赛道，直到1973年的两次严重事故造成包括车手雅诺·沙里宁和伦佐·帕索里尼在内的五人死亡，导致这项赛事在蒙扎停办至1981年。
1972年新增的急弯很快就失去了降低车速的效果。于是，赛场在1974年重建了Vialone弯，在1976年重建了Curva Grande弯，并在Lesmo之前新建了弯道，还扩建了缓冲区。经过这些改建，这条大奖赛赛道的长度增加到5.8公里。
随着赛车车速因技术发展而提高，赛场在1979年又进行了修改。这次赛道增加了若干路肩，扩展了缓冲区，改进了轮胎护墙，以保证赛车在冲出赛道时依然安全。同时，赛场的基础设施也得到改善：维修区可以容纳46辆赛车，围场和验车设施进行了升级。这些改善工程使得MotoGP在1981年恢复举办。在1980年代，进一步的安全改进工作持续进行着。与此同时，领奖台、围场、维修区、看台和露营地进行了改进或翻建。
1994年，艾尔顿·塞纳在圣马力诺大奖赛因撞车事故丧生后，F1的安全问题引起人们的高度关注。蒙扎赛道的三个长弯道因此被缩短以便设置更大的砂石缓冲区, 而赛道长度也减短到了5.77公里。1997年，看台进行了改造，可容纳的观众数达到了51000位。2000年，经常在赛事开始时引发事故的两个左向急弯被改造成了一左一右的两个急弯，以消除原先刹车区设计问题所造成的安全问题。第二个发卡弯也进行了改造。在同年举办的F1大奖赛上，在这些新弯角处依然发生了连环追撞，一位名为保罗·吉斯里姆伯蒂（Paolo Gislimberti）的赛道工作人员被事故中飞出的一只轮胎击中丧生。
2007年，第二个发卡弯的缓冲区由砂石改为沥青表面。这一设计沿用至今，目前的赛道长度是5.793公里。

## 赛道特性
蒙扎赛车场的大奖赛赛道主要由长直道和高速弯道组成，包括著名的加拉尼德弯（Curva Grande）、莱斯莫弯（Curva di Lesmo）、阿斯卡里弯（Variante Ascari）以及帕拉波里卡弯（Curva Parabolica）。车手们一般会以全油门通过这些路段，因而F1赛车的极限速度也得以在此展示出来。在20世纪90年代，使用V10发动机的赛车可以达到372千米/时的速度，而在2012年使用V8发动机的赛车则可以达到320千米/时。这条赛道基本平坦， 只在莱斯莫弯和阿斯卡里弯之间有缓坡。基于以上的赛道特性，赛车需要较低的抓地力及下压力以保证高速，因而车手在低速弯角遇到的转向不足问题会比其他赛道严重。然而，在第二计时段，车手们又会遭遇转向过度的问题，这就依靠反向锁定技术来解决了。摩托车在本赛道上的最快圈速是由意大利车手馬克思·比亞吉在2011年世界超级摩托车锦标赛（Superbike World Championship）上创造的，为1分41秒745。赛车在本赛道的最快圈速由梅賽德斯車隊的咸美頓在2020年意大利大奖赛第三节排位赛上创造，为1:18:887。如只计正赛成绩，则为2004年意大利大奖赛鲁本斯·巴里切罗的1分21秒046。

## 赛道设计

原始赛道 (1922–1933)
Florio赛道 (1935–1937)
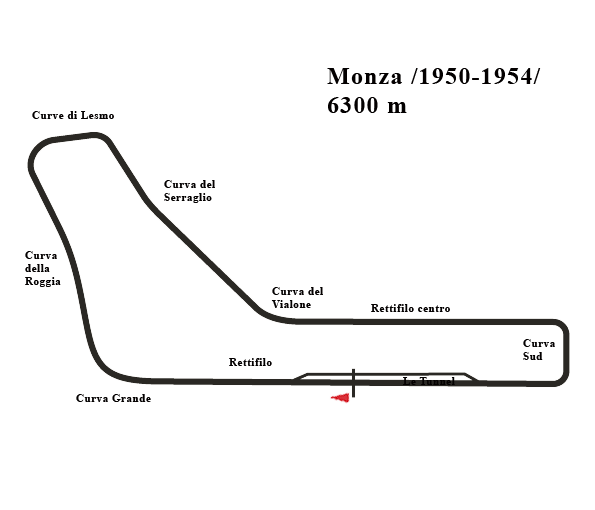
第二次变更 (1938–1954)
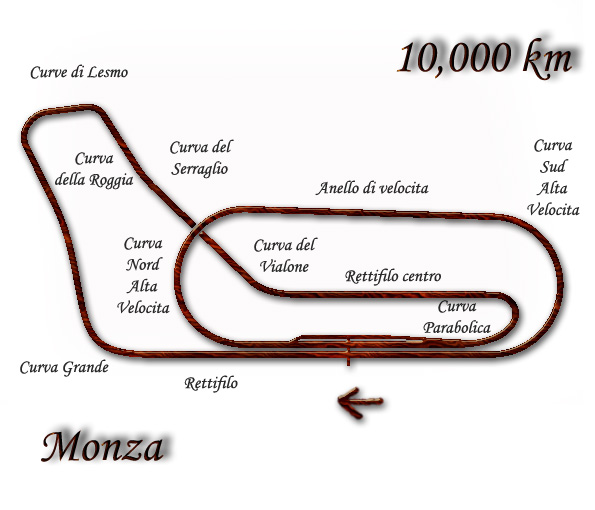
第三次变更 (组合赛道) (1955–1969)
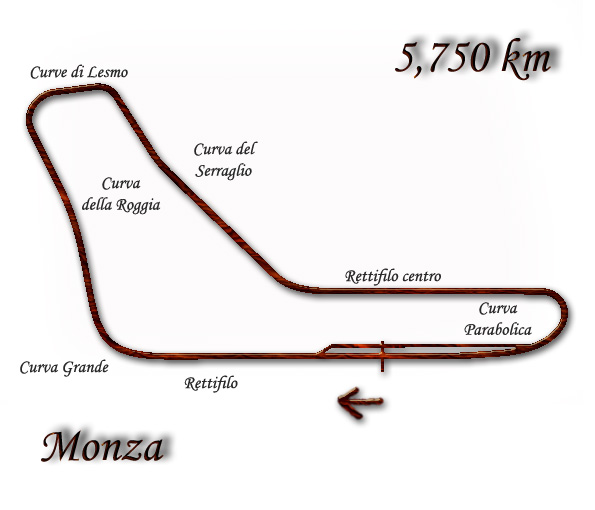
第三次变更 (公路赛道) (1955–1973)
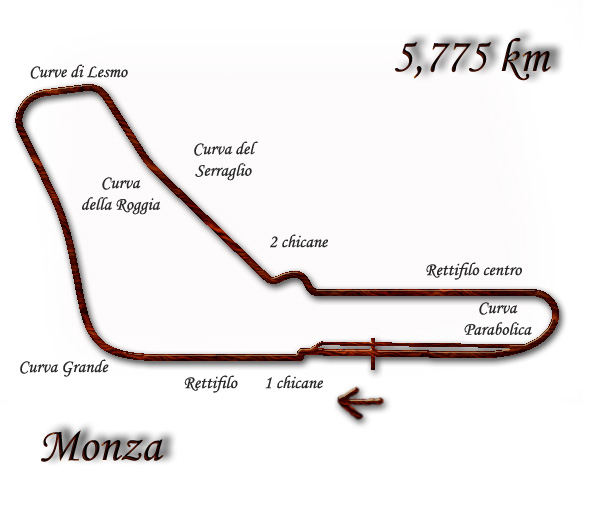
第四次变更 (1972–1973)
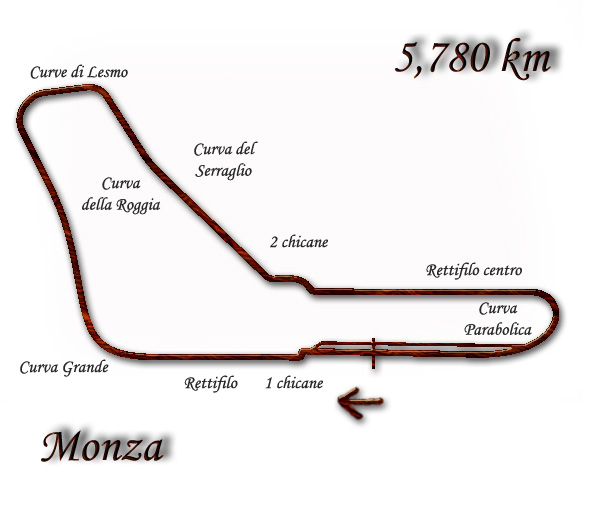
第五次变更 (1974–1975)
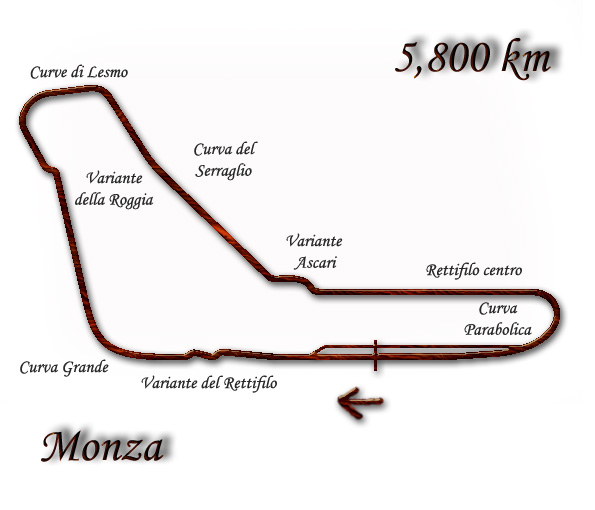
第六次变更 (1976–1993)
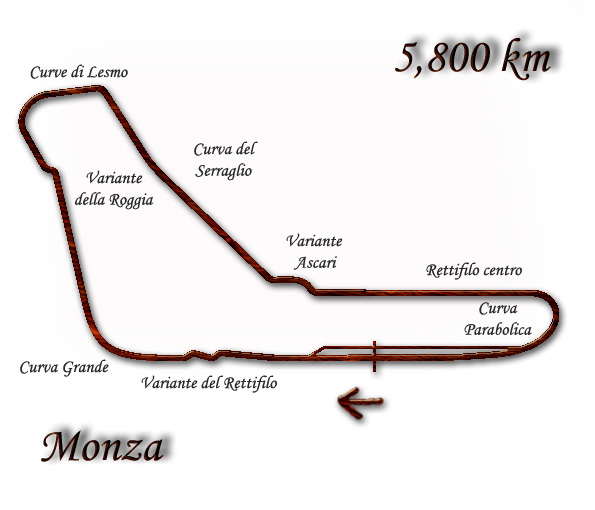
第七次变更 (1994)
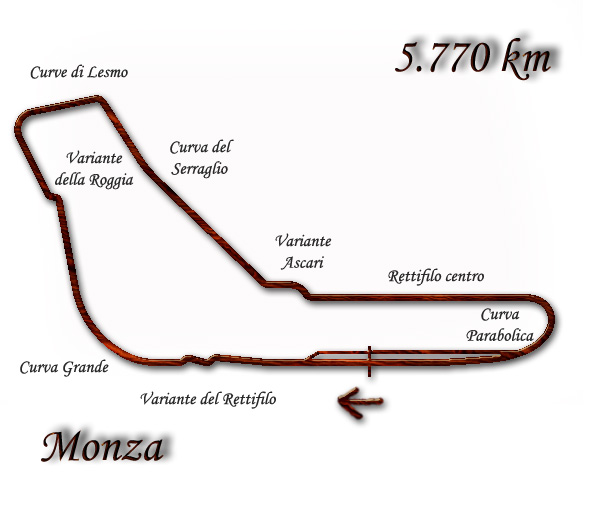
第八次变更 (1995–1999)